# 尹盛鉉
尹 盛鉉（ユン・ソンヒョン、윤성현、1975年6月30日 - ）は、韓国の囲碁棋士。江原道束草市出身、韓国棋院所属、九段。覇王戦、バッカス杯天元戦準優勝など。
1989年初段。1990年第3回東洋証券杯世界選手権戦でベスト16進出、2回戦で同年の李昌鎬に敗れる。1991年王位戦リーグ入り。1993年覇王戦決勝で曺薫鉉に1-3で準優勝。1994年名人戦、王位戦リーグ入り、五段。1997年LG杯世界棋王戦出場、六段。1998年三星火災杯世界オープン出場。2000年七段。2001年、天元戦決勝で朴永訓に1-3で敗れ準優勝。2002年八段、棋聖戦ベスト8。2003年国手戦挑戦者決定戦進出、覇王戦ベスト4。2004年九段。2005年、電子ランド杯王中王戦ベスト8。2006年マキシムコーヒー杯入神連勝最強戦ベスト4、LG精油杯プロ棋戦リーグ入り。2007年物価情報杯プロ棋戦リーグ入り。2008年天元戦ベスト8。2009年名人戦リーグ入り。
韓国囲碁リーグには2006、07、09年に出場。韓国棋士ランキングでは2006年31位。

## 主な棋歴
国際棋戦
- 東洋証券杯世界選手権戦 ベスト16 1990年
- LG杯世界棋王戦 出場 1997、2000年
- 三星火災杯世界オープン戦 出場 1998、2004年

国内棋戦
- 覇王戦 準優勝 1993年
- バッカス杯天元戦 準優勝 2001年
- 韓国囲碁リーグ
  - 2006年（嶺南日報）
  - 2007年（大房ノーブルランド）
  - 2009年（仁川Batoo）2-3